# 约纳坦·内塔尼亚胡
约纳坦·「约尼」·内塔尼亚胡（希伯來語：‎；1946年3月13日—1976年7月4日），以色列軍官。其曾參與贖罪日戰爭並獲獎，1976年負責指揮乌干达恩德培行动並於行動中陣亡。以色列當局其後以他的名字官方命名該行動为「约纳坦行动」（Operation Yonatan）以茲紀念。
其胞弟本雅明於兄長戰死二十年後當選以色列總理並出任至1999年，其後再於2009年二度當選總理並出任至今，成為以色列建國至今任期最長的總理。